# Provincia di Kon Tum
Kon Tum (vietnamita: Kon Tum) è una provincia del Vietnam, della regione di Tay Nguyen. Occupa una superficie di 9.690,5 km² e ha una popolazione di 540.438 abitanti. 
La capitale provinciale è Kon Tum. 

## Distretti
Di questa provincia fanno parte i 9 distretti di:
- Đắk Glei
- Đắk Hà
- Đắk Tô
- Kon Plông
- Kon Rẫy
- Ngọc Hồi
- Sa Thầy
- Tu Mơ Rông
- Ia H' Drai

Kon Tum ha la sua municipalità autonoma.